# Nhũ mẫu

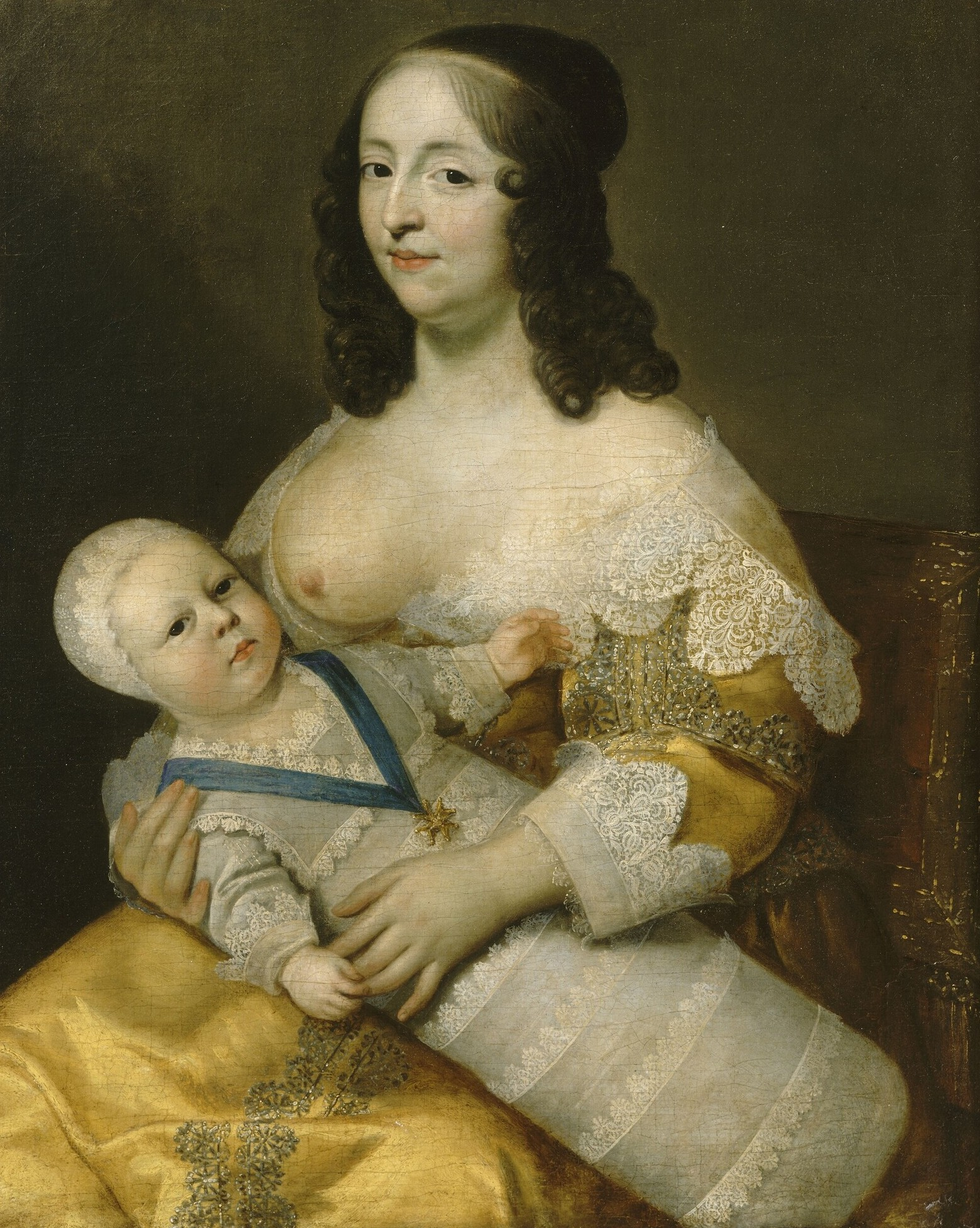
Nhũ mẫu của Vua Louis XIV - bà Longuet de La Giraudière.

Nhũ mẫu (chữ Hán: 乳母; tiếng Anh: Wet nurse), lại gọi Nhũ nương (乳娘), Nhũ ảo (乳媼), Nãi mẫu (奶母), Nãi bà (奶婆), Nãi nương (奶娘) hoặc Nãi ma (奶媽), tiếng Việt gọi nôm na là Bà vú hay Vú em, là danh từ để chỉ những người phụ nữ có chồng, có con làm công việc chăm sóc và cho ăn những đứa trẻ sơ sinh của những gia đình khác bằng sữa mẹ.
Vai trò của nhũ mẫu rất tương đồng với bảo mẫu - một dạng nghề cũng rất tương đồng, là chăm sóc những đứa trẻ sơ sinh trong các hộ gia đình không đủ điều kiện tự chăm sóc con mình. Rất nhiều trường hợp cần đến nhũ mẫu, thông thường là khi người mẹ qua đời sớm, hoặc sữa mẹ không đủ hoặc chủ yếu nhất là không muốn cho con dùng sữa mẹ vì có thể ảnh hưởng đến dáng người. Lý do thứ ba là phổ biến nhất trong giới thượng lưu thời phong kiến, cũng là giới cần đến nghề nhũ mẫu nhất. Trong cung đình, từ phương Tây sang Đông Á, Hoàng hậu và phi tần hầu như không tự mình cho con uống sữa mẹ, đều cần nhũ mẫu làm thay công việc này.
Dù hay lẫn lộn qua lại giữa nhũ mẫu và bảo mẫu, nhưng thông thường nhũ mẫu được phân biệt là người có chồng con và lãnh vai trò chủ yếu là nuôi đứa trẻ bằng sữa mẹ của mình, thay cho người mẹ ruột. Trong khi đó, các bảo mẫu không nhất thiết phải là người có gia đình, chỉ cần có kinh nghiệm chăm sóc là được.
Thời hiện đại, cùng sự phát triển của sữa công thức, nghề nhũ mẫu không còn được xem trọng nữa, dần dần cũng bị đào thải, không như nghề bảo mẫu vẫn còn được duy trì. Tuy vậy ở các các nước đang phát triển, nhũ mẫu vẫn còn khá phổ biến.

## Thân phận
Các gia đình có điều kiện thường tìm cách thuê nhũ mẫu từ khi còn sớm. Yêu cầu tiên quyết nhất của các nhũ mẫu là họ đều đã kết hôn, có chồng và quan trọng là từng sinh con, đích thân cho con ăn bằng sữa mẹ. Bởi vì như thế, sữa mẹ trong người các nhũ mẫu mới phát triển, cho ra lượng sữa ổn định.
Hoàn cảnh để sản sinh nghề nghiệp này đều do nhu cầu của xã hội thượng tầng, dù là Tây hay Đông. Việc cho con bú sữa không chỉ hủy hoại thân hình, đồng thời sẽ khiến khả năng sinh nở bị hạn chế (cho bú sữa sẽ ức chế rụng trứng), nhất là trường hợp người vợ cần sinh nở liên tục để tìm người thừa kế. Xuất thân của nhũ mẫu rất đa dạng, từ quyền quý cho đến nô lệ, tất cả đều không quan trọng bằng chất lượng sữa mà nhũ mẫu có thể sản sinh để chăm nom đứa trẻ.

## Lịch sử

### Đông Á

#### Trung Quốc
Từ thời nhà Chu, Lễ ký đã có ghi lại quy định thỉnh nhũ mẫu chăm mớm cho con cái, từ Đại phu trở lên đến Thiên tử mới có tư cách, còn bậc Sĩ trở xuống đều phải tự mình nuôi nấng. Cung đình tuyển nhũ mẫu thập phần nghiêm khắc, yêu cầu tỉ mỉ về tuổi tác, tướng mạo, thể trạng, sữa có tươi không, độ đậm nhạt cùng màu sắc của sữa đều phải kiểm duyệt qua. Một khi trúng cử, phục sức và ẩm thực của nhũ mẫu đều sẽ do cung đình an bài.
Cung đình nhà Minh có ghi chép về nhũ mẫu khá chi tiết. Thời này, nhũ mẫu gọi là "Nãi khẩu" (奶口), tuyển vào trú trong Lễ Nghi phòng (禮儀房) bên ngoài ngạn Bắc của Đông An môn (東安門), tụcc xưng "Nãi Tử phủ" (奶子府). Nơi này do thái giám quản lý Tư Lễ giám (司禮鑑) trực tiếp coi sóc. Mỗi quý tuyển nãi khẩu 40 người, đưa vào trong cung dự bị, xưng là "Tọa quý Nãi khẩu" (坐季奶口); mặt khác còn tuyển thêm 80 người, chỉ là ghi danh đăng ký dự trù, đều tự mình ở nhà riêng, gọi là "Điểm mão Nãi khẩu" (點卯奶口). Một nãi khẩu là người đàn bà có chồng, tuổi ít nhất từ 15 đến dưới 20, hình dung đoan chính, người có thai trong vòng 3 tháng liền xét tuyển. Tương truyền, quy tắc chọn nhũ mẫu là "bổ khuyết", người sinh bé trai sẽ bú mớm cho Hoàng nữ, sinh bé gái bú mớm cho Hoàng tử. Sang thời kỳ nhà Thanh, nhũ mẫu nhìn chung đều được xem là sinh mẫu của rất nhiều người, nhũ mẫu của hoàng đế còn đặc biệt rất được kính trọng, họ đều là người giai cấp Bao y trực thuộc Nội vụ phủ, có đãi ngộ nhất định và tương đương cao cấp. Chồng của nhũ mẫu được gọi "Nãi công" (奶公), con cái của họ sinh ra đều được xem là "Nãi huynh đệ" (乳兄弟) cùng "Nãi tỷ muội" (乳姊妹) của bản thân người được nhũ mẫu nuôi, do đó có thể tưởng tượng được địa vị của con cái của nhũ mẫu một hoàng đế.
Bởi vì nhũ mẫu cùng hoàng tử và hoàng nữ quan hệ thân mật, có khi cảm tình còn thân thiết hơn mẹ ruột, cộng thêm quan niệm đền đáp công hiếu vẹn toàn, không ít nhũ mẫu của hoàng đế vì thế rất có địa vị. Ví dụ, nhũ mẫu của Hán Thuận Đế là Tống thị thụ phong "Sơn Dương quân" (山陽君); nhũ mẫu của Hán An Đế là Vương Thánh (王聖) được phong tước "Dã Vương quân" (野王君); nhũ mẫu của Hán Linh Đế là Triệu Nhiêu (趙嬈), cùng nhũ mẫu của Hán Hiến Đế là Lữ Quý (吕贵) đều từng được phong làm "Bình Thị quân" (平氏君). Thời nhà Tấn, vì nhũ mẫu A Tô có công nên Tấn Nguyên Đế gia phong vị hiệu "Bảo Đế Thánh quân" (保帝聖君), cực kỳ khác lạ. Thời nhà Đường, Đường Trung Tông phong nhũ mẫu Vu thị làm "Bình Ân Quận phu nhân" (平恩郡夫人). Cũng từ đây, nhà Tống đến nhà Thanh đều noi theo, phong nhũ mẫu vị hiệu phu nhân và xếp vào hàng ngoại mệnh phụ, thường xuyên có phong hiệu để tỏ khác biệt, như Tống Thái Tông gia phong nhũ mẫu Lưu thị làm "Tần Quốc phu nhân" (秦國夫人), đồng thời còn chêm thêm 4 chữ "Diên Thọ Bảo Thánh" (延壽保聖). Trước đó triều Bắc Ngụy, bởi vì truyền thống tôn trọng nhũ mẫu và việc sinh mẫu đều bị ban chết từ sớm, các hoàng đế Bắc Ngụy có lệ tôn các nhũ mẫu tước vị thái hậu, gọi là Bảo Thái hậu (保太后), ví dụ như Huệ Thái hậu Đậu thị của Thái Vũ Đế cùng Chiêu Thái hậu Thường thị của Văn Thành Đế. Thời Thuận Trị, Hiếu Trang Văn Hoàng hậu từng khuyên bảo không được Thuận Trị Đế trong việc thân chinh đánh Trịnh Thành Công, phải nhờ nhũ mẫu Phác thị khuyên giải, sau đó Phác thị dưới thời kỳ Khang Hi được thụ phong "Phụng Thánh phu nhân" (奉聖夫人), sau khi chết còn được Khang Hi Đế ngẫu nhiên ghé qua mộ để tưới rượu, con trai bà được trọng dụng, con gái được miễn Bát Kỳ tuyển tú.
Trong lịch sử cũng có không ít nhũ mẫu thụ phong, có chút nhũ mẫu lại cậy vào quyền thế tác loạn, có ảnh hưởng tiêu cực đến chính trị. Như nhũ mẫu Vương Thánh dèm pha Hòa Hi Đặng hoàng hậu với Hán An Đế, từ đó khiến cả nhà họ Đặng thoáng chốc bị trù dập. Nhũ mẫu Lục Lệnh Huyên của Hậu chủ Cao Vĩ, cậy vào thân phận nhũ mẫu có công với nhà vua mà có ảnh hưởng rất tệ với chính quyền Bắc Tề. Nổi tiếng nhất là nhũ mẫu Khách thị của Minh Hi Tông, vì có công lao nuôi Hi Tông mà thụ phong tước hiệu "Phụng Thánh phu nhân", con em thụ phong Cẩm y vệ Thiên hộ, do được ân sủng khác thường mà Khách thị cấu kết hoạn quan Ngụy Trung Hiền, cùng Trung Hiền làm đối thực, nhân đó ảnh hưởng triều chính. Ngoài ra, có một ít nhũ mẫu nhân việc chăm sóc đứa trẻ mà cùng nam chủ nhà có tư tình, còn sinh cả con riêng, đó là chuyện Triệu Hoằng Ân từng cùng nhũ mẫu Cảnh thị thông dâm, sinh ra Triệu Đình Mỹ. Hoặc lại có người cùng chính đứa trẻ mình chăm sóc có quan hệ, như Trịnh Kinh thông dâm với nhũ mẫu Trần thị (của em trai), sinh ra con cả Trịnh Khắc Tang. Bản thân Khách thị cũng được đồn đoán là cùng Hi Tông quan hệ, bởi vì Khách thị thường được mô tả hết sức xinh đẹp, ngoài ra còn đồn đãi Khách thị vì ghen ghét mà hại hoàng hậu, sát hại phi tần khi họ có thai.

#### Các quốc gia đồng văn
Ở Nhật Bản, hoàng tộc và nhà quý tộc, võ gia cũng đều tuyển nhũ mẫu chăm sóc con cái của mình khi còn nhỏ, và các nhũ mẫu cũng có ảnh hưởng và địa vị rất lớn. Như Saitou Fuku là nhũ mẫu của Tokugawa Iemitsu, liền trợ giúp Iemitsu lên ngôi Shogun mà được ân phong hậu hĩnh, nắm giữ quyền lực ở Ōoku, sau được Thiên hoàng Go-Mizunoo ban cho phong hiệu Xuân Nhật cục (春日局), hàm Tòng tam vị. Một số nhũ mẫu cũng lại trở thành phi thiếp của chính đứa trẻ mà mình chăm nom, như Súy cục (帥局), nhũ mẫu của Thiên hoàng Takakura. Nhũ mẫu của Ashikaga Yoshimasa là Lệnh Tham cục (今參局), sau cũng thành trắc thất của ông, bản thân Lệnh Tham cục đối với nội viện của Mạc phủ Ashikaga cũng rất có ảnh hưởng.
Trong lịch sử Việt Nam, tuy không nhiều nhưng vai trò của nhũ mẫu cũng mang nặng tính ân tình đối với hoàng đế. Ví dụ thời Lý Thần Tông, các nhũ mẫu của hoàng đế gọi là "Hoàng bà" (皇婆), và Toàn thư có chép lại hai hoàng bà là Vương Bà Lịch (王婆歷) cùng Lã A Mãi (吕阿買) khi qua đời đều được ghi lại, Ngô Sĩ Liên còn cảm thấy rất kỳ lạ và nhận xét: "Sách chép các đế vương chưa có chỗ nào chép việc Hoàng bà chết, mà trong đời Thần Tông thấy chép hai lần, có lẽ là vua đặt cách gia phong ân tứ trọng hậu cho các bảo mẫu, cho nên sử thần theo đó mà chép chăng?". Thời chúa Trịnh, có nhũ mẫu Nguyễn Thị Cảo của Trịnh Cương, nổi tiếng qua điển tích "Gênh đẻ Khe nuôi"; trong hậu cung nhà Nguyễn có quy định về nhũ mẫu, gộp cùng bảo mẫu tạo thành danh xưng "Nhũ bảo".
Lịch sử nhà Triều Tiên cũng có các nhũ mẫu, những nhũ mẫu của quốc vương thường nhận tước hiệu Phụng Bảo phu nhân (奉保夫人), đứng vào hàng Tòng nhất phẩm trong hệ thống mệnh phụ, chỉ xếp sau các vương nữ con gái nhà vua cùng vợ của các vương tử.

### Phương Tây và các nước khác
Từ thời Ai Cập cổ đại, xã hội thượng lưu Ai Cập đã hình thành nhũ mẫu, như Maia là nhũ mẫu của Pharaoh Tutankhamun, hoặc Sitre In là nhũ mẫu của Hatshepsut. Họ tuy không xem là thành viên vương thất chính thức, song cách thức an táng đều rất vinh dự, cho thấy từ tận khi ấy vai trò và ý nghĩa của nhũ mẫu đã rất cao, quan điểm rất tương đồng với Đông Á. Halimah bint Abi Dhuayb, theo truyền thuyết là nhũ mẫu của Nhà tiên tri Muhammad.
Sang thời La Mã cổ đại, xã hội La Mã đã phát triển, những gia đình khá giả gọi là "Domus" cũng có nhu cầu tìm nhũ mẫu, khi ấy theo tiếng Latinh thì được gọi là "Nutrix". Thân phận của nhũ mẫu thời La Mã rất đa dạng, có khi là nô lệ, có khi lại là những người ở tầng lớp cao. Vai trò của nhũ mẫu đặc biệt quan trọng trong tầng lớp xã hội La Mã, thể hiện qua truyền thuyết về Romulus và Remus.
Từ đó, xã hội phương Tây cũng rất coi trọng nhũ mẫu, thông thường họ đều là từ các tầng lớp xã hội thấp, và có một loại hình phổ biến là đưa đứa trẻ cho nhũ mẫu chăm sóc tại các nông trại, cho đến khi đủ khoảng 3 tuổi thì rước về lại nhà chính, và bắt đầu tiến hành quá trình giáo dục cùng trưởng thành hoàn thiện. Ở nước Anh, từ thế kỉ 17 và thế kỉ 18, một người vợ làm nhũ mẫu có mức thu nhập hơn cả người chồng làm công nhân. Tại nước Pháp, ghi nhận từ thời Louis XIV thì khoảng 90 % đứa trẻ sơ sinh sinh ra đều được chăm sóc bởi nhũ mẫu, đều dùng hình thức là đưa đứa trẻ cùng nhũ mẫu đến những nơi thôn quê. Vào năm 1780 ở Paris, có 1000 trong tổng 21.000 đứa trẻ ra đời được chăm sóc bởi chính mẹ ruột của mình. Tình trạng này cũng khiến cho các nhũ mẫu trong các hộ quyền quý, phải lựa chọn thuê nhũ mẫu có hoàn cảnh khó khăn hơn cả mình để chăm sóc con của họ, dẫn đến rất phổ biến tình trạng trẻ sơ sinh chết yểu trong thời gian này.
Năm 1769, ở Paris đã thành lập Cục vú nuôi, nhằm giải quyết tình trạng cần nhũ mẫu và điều chỉnh mức sống, lương bổng có phần gây tranh cãi giữa các nhũ mẫu. Theo đó để trở thành nhũ mẫu, họ phải đạt tiêu chuẩn về sức khỏe, ngoại hình, số con cái mà họ sinh ra, tính cách, dung phạm, thậm chí cả kích cỡ của ngực, hình dáng của đầu núm vú ra sao cũng phải phân loại, bởi vì đây được tin là tiêu chuẩn cần thiết cho nhũ mẫu sản sinh lượng sữa chất lượng nhất có thể. Thế kỉ 20, nhũ mẫu cần được tuyển vào các bệnh viện để chăm sóc các đứa trẻ sơ sinh vừa sinh ra, hoặc các đứa trẻ mồ côi do bệnh viện chăm sóc, dần khiến từ "Nurse" cũng để chỉ nhóm Y tá.